# Rolf Lohmann
Rolf Lohmann (ur. 21 lutego 1963 w Hamm) – niemiecki duchowny katolicki, biskup pomocniczy Münsteru od 2017.

## Życiorys
Święcenia kapłańskie przyjął 14 maja 1989 i został inkardynowany do diecezji Münsteru. Pracował jako duszpasterz parafialny. W 2011 został proboszczem parafii sanktuaryjnej w Kevelaer.
25 kwietnia 2017 papież Franciszek mianował go biskupem pomocniczym diecezji Münster ze stolicą tytularną Gor. Sakry udzielił mu 8 lipca 2017 biskup Felix Genn.